# Mudaffar Sjah
Mudaffar Sjah (Dufa Dufa, 13 aprile 1935 – Giacarta, 19 febbraio 2015) è stato un sovrano e politico indonesiano.
Fu sultano di Ternate dal 1975 fino alla sua morte.

## Biografia

### I primi anni e la carriera
Mudaffar nacque il 13 aprile 1935 a Dufa Dufa, Ternate, figlio terzogenito del quarantasettesimo sultano di Ternate, Mohammad Djabir Sjah. Studiò a Ternate, poi Makassar ed infine a Giacarta. Ad ogni modo, la sua gioventù coincise col periodo di indipendenza dell'Indonesia che abbatté il governo sovrano su ternate. Mohammad Djabir ebbe ben poca autonomia dopo il 1950 dal momento che aveva deciso di trasferirsi in maniera permanente a Giacarta e nel 1965 una legge lo privò del tutto dei suoi poteri. Mudaffar tornò a Ternate nel 1966 e fu attivo nel movimento politico, sociale e culturale impegnato nel restaurare l'adat (le tradizioni locali) del vecchio sultanato. I suoi sostenitori lo ritenevano il legittimo erede del padre al trono. Ad ogni modo il vecchio sultano Mohammad Djabir si intromise nella politica locale dalla sua base a Giacarta e questo portò a conflitti interni tra le fazioni politiche. Nel 1968 Mudaffar ebbe l'ordine dal governo di fermare il suo movimento per la restaurazione. Nelle elezioni per l'assemblea regionale delle Molucche settentrionali del 1971, fu candidato per il partito Golkar e venne eletto. Nel 1975 suo padre morì ed egli divenne erede presunto di un trono che però, de facto non esisteva più. Solo nel 1986, quando si decise di dare ascolto alle richieste per la restaurazione delle antiche tradizioni indonesiane, il sultanato venne ripristinato come entità culturale e non più politica, e Mudaffar ne venne posto a capo come sultano. However, the central authorities in Jakarta made clear that they regarded the installation as non-official.

### Gli ultimi anni
Nel 1977 Mudaffar Sjah divenne membro del parlamento indonesiano per il partito Golkar. Nel 1987, un anno dopo la sua intronazione come sultano, divenne membro della giunta provinciale delle Molucche settentrionali. Dopo lo scoppio di una serie di rivolte sull'isola di Ambon nel 1999, vi fu l'idea temporanea di costituire una nuova provincia col sultano quale candidato governatore. Mudaffar fece ogni sforzo per proteggere i cristiani locali dalle persecuzioni degli islamici, ma nuove rivolte scoppiarono nel novembre del 1999 tra i sostenitori del sultano e le forze del governatorato delle Malucche settentrionali. Il sultano di Tidore si unì agli avversari di Mudaffar, riportando in vita l'antica rivalità tra Ternate e Tidore. I combattimenti spinsero la locale comunità cristiana ad abbandonare Ternate per altri luoghi, in particolare dopo i massacri di Tobelo, in Halmahera. Mudaffar venne temporaneamente rimosso da Ternate dalle autorità centrali dell'Indonesia, ma vi fece ritorno ben presto. La situazione nelle Molucche settentrionali si placò solo nel 2001 ed il sultano ne uscì fortificato nella sua posizione a livello locale.
Durante questo periodo venne sempre reputato una persona saggia, in grado di prendere decisioni adeguate in situazioni complesse.
Nel 2013 Mudaffar Sjah apparve anche nel secondo episodio di Bill Bailey's Jungle Hero, quando Bailey ha un'udienza col sultano al quale chiede il permesso di compiere una ricerca dell'uccello del paradiso nei territori del sultanato.
Colpito da un cancro alla gola, venne in seguito ricoverato al Pondok Indah Hospital di Giacarta dove morì il 19 febbraio 2015 all'età di 79 anni. La sua morte portò ad una disputa nella sua famiglia su chi dovesse essere il successore; alla fine suo fratello Sjarifuddin Sjah venne nominato sultano nel 2016.

## Matrimonio e figli
Il sultano Mudaffar Sjah sposò le seguenti mogli:
- Nelly Manoppo di Menado
- Thalha binti Marhi
- Drevenlya
- Nita Budhi Susanti di Giava

Ebbe quindici figli, nove figli e sei figlie, tra cui:
- Iskandar Sjah
- Ronny Muhammad Ghazali Sjah
- Muhammad Usman Sjah
- Hidayat Sjah
- Nuzuluddin Sjah
- Firman Sjah
- Syahmardan Sjah
- Ali Muhammad Sjah
- Gajah Mada Sjah
- Monalisa Mihir Sjah
- Soraya Sjah
- Aya Sofia Sjah
- Wiryawati Sjah
- Nabila Maryam Sjah
- Azka Nukila Sjah